# حكومة أوكرانيا
مجلس الوزراء الأوكراني (بالأوكرانية: Кабінет Міністрів України، بالحروف اللاتينية: K Cabinet Ministriv Ukrainy؛ اختصار لـ CabMin)، يشار إليها عادةً باسم حكومة أوكرانيا (بالأوكرانية: Уряд України ،Uryad Ukrayiny)، هي أعلى سلطة تنفيذية في أوكرانيا. بصفته مجلس وزراء في جمهورية أوكرانيا الاشتراكية السوفييتية، شكلت في 18 أبريل 1991، بموجب قانون جمهورية أوكرانيا الاشتراكية السوفييتية رقم 980-XII. جرت الموافقة على فيتولد فوكين أول رئيس وزراء لأوكرانيا.
مجلس الوزراء هو هيئة جماعية تتكون من مجلس الوزراء «مجلس الرئاسة» وتتألف من رئيس وزراء أوكرانيا ونائبيه بالإضافة إلى الوزراء الآخرين الذين يشاركون ويصوتون على جلسات مجلس الوزراء. يترأس رئيس الوزراء المجلس. قد يعين بعض نواب رئيس الوزراء كنواب أولين لرئيس الوزراء. على عكس الفترة السوفييتية للحكومة عندما كانت الرئاسة في الواقع مؤسسة عاملة، فإن هيئة رئاسة الحكومة الحالية اسمية ولا يتمتع نواب رئيس الوزراء بميزة كبيرة على الوزراء الآخرين. يصوت على جميع قرارات الحكومة وتعتمد في جلسات مجلس الوزراء من قبل الوزراء فقط أو رؤساء المكاتب المركزية للسلطة التنفيذية ذات الوضع الوزاري. تضمن أمانة مجلس الوزراء عمليات مجلس الوزراء، بينما توفر الوكالة الوطنية الأوكرانية للخدمة المدنية الموارد البشرية للمسؤولين الحكوميين.
الوحدة الأساسية للإدارة الحكومية في أوكرانيا هي المكتب المركزي للسلطة التنفيذية (المكتب التنفيذي المركزي) الذي يمكن منحه استثناءً وزاريًا. كل مكتب مركزي للسلطة التنفيذية يرأسه رئيسه (بالأوكرانية: holova). قد تكون العديد من المكاتب المركزية للسلطة التنفيذية بدون وضع وزاري جزءًا من وزارة حكومية، بينما تعمل الأخرى بشكل منفصل أو تدعم إما رئيس أوكرانيا أو البرلمان الأوكراني. تعين المكاتب المركزية للسلطة التنفيذية التي ليس لها استثناء وزاري إما كخدمات أو وكالات أو عمليات تفتيش. تمنح مكاتب مركزية مختارة للسلطة التنفيذية «وضع (استثناء) خاص». خصصت عدد قليل جدًا من المكاتب التنفيذية المركزية كصناديق أو لجان أو غير ذلك.
مجلس الوزراء الحالي لأوكرانيا هو حكومة شميهال التي شكلت في 4 مارس 2020، بقيادة دينيس شميهال.

## النطاق
تغير عدد الوزارات في مجلس الوزراء بمرور الوقت، وألغيت بعض الوزارات، ودمجت وزارات أخرى مع أخرى أو تدهورت إلى لجان أو وكالات حكومية. كل وزارة مسؤولة عن الإدارات الحكومية الفرعية الأخرى. هناك ثلاثة أنواع أساسية من الإدارات الحكومية الفرعية المعروفة باسم «المكاتب المركزية (أجهزة) السلطة التنفيذية»: الخدمات، والوكالات، وعمليات التفتيش. إلى جانب الإدارات الحكومية الفرعية الأساسية، هناك أيضًا إدارات فرعية حكومية أخرى منحت وضعًا خاصًا. من بين هذه الإدارات الفرعية هناك لجان حكومية مختلفة، ولجان تحت حكومية، وصناديق حكومية، ومؤسسات أخرى. قد ترقى الإدارات الفرعية إلى مرتبة وزارية من خلال إعادة تنظيمها، والعكس صحيح، قد تحول الوزارات الحكومية إلى إدارات فرعية (على سبيل المثال، حولت وزارة الطوارئ إلى إدارة فرعية تابعة لوزارة الشؤون الداخلية).
مجلس الوزراء مسؤول أمام رئيس أوكرانيا ويخضع لرقابة البرلمان الأوكراني ومساءلته. وتتألف من رئيس الوزراء، والنائب الأول لرئيس الوزراء، وثلاثة نواب لرئيس الوزراء، ووزراء آخرين، الذين يرأسون الوزارات (الإدارات) المخصصة لهم. في وقت من الأوقات، كان هناك أيضًا معهد «وزارات الدولة» الذي ألغي بشكل كبير في 25 فبراير 1992 بموجب المرسوم الرئاسي (رقم 98). تدعم أمانة مجلس الوزراء (أو وزير مجلس الوزراء) التشغيل الفعال للحكومة. الجزء الهيكلي من الأمانة العامة هو أيضا مكتب رئيس وزراء أوكرانيا.

### علاقات عامة
تبث أجزاء من اجتماعات مجلس الوزراء مباشرة على التلفزيون الأوكراني.
منذ آب (أغسطس) 2016، يستطيع الأوكرانيون التوقيع على الالتماسات الإلكترونية وتقديمها إلى مجلس الوزراء الأوكراني «من أجل المساعدة في تشكيل أولويات سياسة الدولة وصنع القرار الإداري». للنظر في الالتماس، يجب أن تحصل على 25000 صوت على الأقل ثلاثة أشهر من تاريخ النشر. السلطات الأوكرانية معلقة للإعلان عن الانتخابات القادمة.

### الإصلاحات والتحسينات
وفقًا لأوليكساندر زابادينتشوك، بدأت عملية إنشاء نظام إداري في أوكرانيا المستقلة بالفعل في ربيع عام 1991 عندما أنشئ مجلس وزراء أوكرانيا (بدلًا من مجلس الوزراء في جمهورية أوكرانيا الاشتراكية السوفييتية) وتعين أعضاء جدد في الحكومة وكذلك مكتب حكومي جديد. حتى تعديل دستور أوكرانيا في عام 1996، كانت حكومة أوكرانيا تخضع لدستور عام 1978 لأوكرانيا (جمهورية أوكرانيا الاشتراكية السوفييتية). مثلما نص دستور عام 1978 على أن رئيس أوكرانيا (منصب أنشئ عام 1991) هو رئيس الدولة ورئيس الحكومة (السلطة التنفيذية) (المادة 114-1). في ذات الوقت، بقيت الحكومة التي يرأسها رئيس الوزراء بحكم الأمر الواقع مستقلة ومنفصلة عن الرئيس، وهي مؤسسة حكومية يجب أن تعمل وفق برنامج خاص.

## الواجبات والسلطة

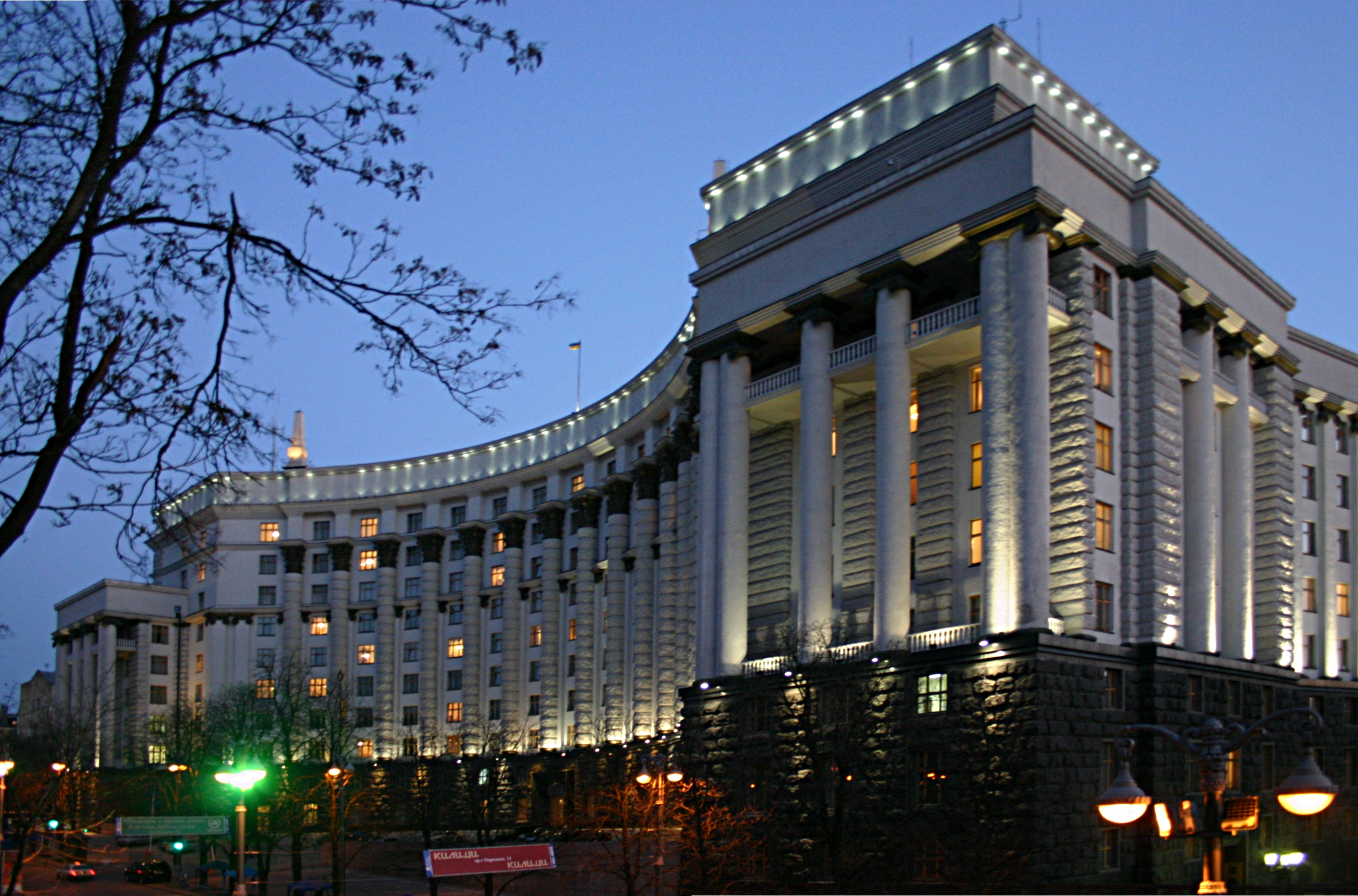
مبنى مجلس الوزراء

توصف واجبات مجلس الوزراء في المادة 116 من دستور أوكرانيا. أعضاء الحكومة (مجلس الوزراء) هم مواطنون في أوكرانيا، ولهم الحق في التصويت والتعليم العالي ولغة الدولة (اللغة الأوكرانية). لا يمكن أن يكون لأعضاء الحكومة حكم جاري في النظام القانوني القائم. لا يجوز لأعضاء مجلس الوزراء وكبار المسؤولين في الهيئات المركزية والمحلية للسلطة التنفيذية الجمع بين نشاطهم الرسمي وعمل آخر، باستثناء التدريس والنشاط العلمي والإبداعي خارج ساعات العمل و/أو أن يكونوا أعضاء في هيئة إدارية أو مجلس مشرفين لمؤسسة تهدف إلى تحقيق الربح. في حالة تعيين نائب الشعب الأوكراني في مجلس وزراء أوكرانيا، استقال من منصبه كعضو في البرلمان ويراجع خطاب استقالته فورًا في الجلسة التالية للبرلمان الأوكراني.
في جلسات مجلس الوزراء، يجوز لرئيس أوكرانيا أو من ينوب عنه المشاركة. خلال الجلسات العامة للبرلمان الأوكراني، يمتلك نواب الشعب الأوكراني وقتًا لطرح الأسئلة على الحكومة، حيث يشارك مجلس الوزراء بأكمله ويجيب على جميع استفسارات أعضاء البرلمان.
سلطة
يصدر مجلس الوزراء القرارات والأوامر اللازمة للتنفيذ. تخضع القوانين المعيارية لمجلس الوزراء والوزارات والهيئات المركزية الأخرى للسلطة التنفيذية للتسجيل. عدم التسجيل يبطل الفعل. (انظر المادة 117) يمتلك مجلس الوزراء أيضًا سلطة المبادرة التشريعية ويمكنه تقديم مشاريع قوانين خاصة به إلى البرلمان (البرلمان الأوكراني). يجوز لأعضاء مجلس الوزراء ونواب الوزراء حضور جلسات البرلمان والمشاركة في المناقشات. يقدم مجلس الوزراء كل عام في موعد أقصاه 15 سبتمبر مشروع قانون بشأن الموازنة العامة للدولة إلى البرلمان الأوكراني.
تعد جلسات مجلس الوزراء مفوضين إذا شارك فيها أكثر من نصف أعضاء مجلس الوزراء. في حالة عدم تمكن الوزير من المشاركة في الجلسات، يجوز استبداله بنائب له صفة استشارية. بناءً على اقتراحات أعضاء مجلس الوزراء الآخرين، يجوز منح صفة استشارية للمشاركين الآخرين الذين سمح لهم في جلسات مجلس الوزراء. على مدار الجلسات يترأس رئيس وزراء أوكرانيا، بينما غائب (لها) النائب الأول لرئيس الوزراء.
تتخذ قرارات مجلس الوزراء بأغلبية أعضاء مجلس الوزراء. في حالة تساوي الأصوات يعتبر صوت رئيس مجلس الوزراء حاسمًا.
يعين رؤساء الحكومات الإقليمية (بما في ذلك الممثل الرئاسي لأوكرانيا في القرم) من قبل رئيس أوكرانيا بناءً على عرض من مجلس الوزراء لفترة عضوية رئيس الدولة.